# Billardkø
En billardkø er en stav lavet af træ og/eller metal, med en lille stykke læder med stof på, som bliver kaldt for en dup.
En billardkø er som regel 147 cm lang, den er lavet af ahorntræ eller hardwood. De bliver typisk produceret i Italien og England.
Prisen på en billardkø kan svinge fra 200 kr til 20.000. Der er mange former for keglebillard, dog er køen de bruger fælles;
11 mm læderdup & trægevind er kendetegnene for en billardkø.
Nyere billardkøer er også begyndt at bruge nye former for gevind for at få en kø der holdere i længere tid.
læderdupperne sving fra 10mm til 12mm.
| Sport | Spire Denne artikel om sport er en spire som bør udbygges. Du er velkommen til at hjælpe Wikipedia ved at udvide den. |